# Albone di Metz
Albone (o Abbo o Abbone) di Metz (fl. VII-VIII secolo) è stato un vescovo franco.

## Biografia
Venerato come santo dalla Chiesa cattolica, fu il trentatreesimo vescovo di Metz tra il VII e l'VIII secolo, ma non si conoscono con esattezza le date di insediamento e di morte. Non si hanno di lui notizie biografiche. 